# Oude Willem
Oude Willem est un village situé dans la commune néerlandaise de Westerveld, dans la province de Drenthe.